# Nampty
Nampty é uma comuna francesa na região administrativa de Altos da França, no departamento de Somme. Estende-se por uma área de 5,21 km². Em 2010 a comuna tinha 296 habitantes (densidade: 56,8 hab./km²).